# Mahesh Bhatt
Mahesh Bhatt (Mumbai, 20 settembre 1948) è un regista, sceneggiatore e produttore cinematografico indiano.

## Biografia
Tra i più famosi uomini di cinema a Bollywood, è figlio di un regista e produttore, oltre ad essere il padre dell'attrice Pooja Bhatt. Ha diretto e sceneggiato numerosi film, a cui hanno preso parte star come Aamir Khan, Preity Zinta e Sushmita Sen. Nella sua carriera finora ha vinto quattro premi, tre ai Filmfare Awards e uno ai National Film Awards. I primi tre li ha vinti nel 1984 come Miglior Sceneggiatura per Arth, nel 1985 e nel 1999 come Miglior Soggetto rispettivamente per Saaransh e Zakhm. Il National Film Award è stato vinto nel 1994 per il film Hum Hain Rahi Pyar Ke.